# Naigarhī
Naigarhī är en ort i Indien.   Den ligger i distriktet Rewa och delstaten Madhya Pradesh, i den centrala delen av landet, 600 km sydost om huvudstaden New Delhi. Naigarhī ligger 325 meter över havet och antalet invånare är 9 391.
Terrängen runt Naigarhī är huvudsakligen platt, men åt nordost är den kuperad. Runt Naigarhī är det tätbefolkat, med 257 invånare per kvadratkilometer. Närmaste större samhälle är Mauganj, 16,4 km sydost om Naigarhī. Trakten runt Naigarhī består till största delen av jordbruksmark.